# Stille (album)
Stille è il quinto album di studio del gruppo tedesco Lacrimosa, uscito nel 1997.
In questo album l'asse portante è costituito dal basso e dalla chitarra elettrica, accompagnati dagli archi e dall'orchestra classici, che avvicina la musica anche al metal sinfonico di gruppi come i Therion.
Rispetto agli standard del gruppo, le tematiche sono più positive e ottimiste.
In particolar modo Stolzes Herz ("Cuore orgoglioso") e Die Strasse der Zeit ("La strada del tempo") trattano rispettivamente della forza dell'individuo e della cultura. Die Strasse der Zeit descrive un viaggio attraverso le epoche storiche rovinate dalla guerra, dall'avidità e dalla stupidità, finché il protagonista trova conforto e speranza nella forza dell'antica cultura greca, con un'immagine che ricorda le visioni di Nietzsche più che le malinconiche canzoni del primo album, Angst.

## Tracce
1. Der erste Tag – 10:11
2. Not every pain hurts – 5:20
3. Siehst du mich im Licht? – 8:19
4. Deine Nähe – 11:02
5. Stolzes Herz – 8:47
6. Mein zweites Herz – 6:53
7. Make it end – 6:06
8. Die Strasse der Zeit – 14:42
9. Ich bin der Brennende Komet (bonus track)) – 7:01